# Yancarlo Casas
Yancarlo Casas (Lima, Provincia de Lima, Perú, 15 de julio de 1981) es un exfutbolista peruano. Jugaba de centrocampista. Tiene 43 años. 

## Trayectoria
Casas fue formado en el equipo juvenil de Sporting Cristal. Luego pasó a las divisiones menores de Universitario de Deportes, equipo con el que debutó en Primera División en el año 2003. En agosto de ese mismo año, fue cedido en préstamo a Estudiantes de Medicina de la ciudad de Ica. Tras un breve paso por clubes como Municipal y Melgar, en 2007 llegó a Coronel Bolognesi, siendo campeón del Torneo Clausura. Además, con el equipo tacneño participó en torneos de carácter internacional como la Copa Sudamericana 2007 y la Copa Libertadores 2008. En el año 2009 fue transferido a Sporting Cristal donde permaneció durante tres temporadas. En 2012 fichó por Cienciano, dos años después fue fichado por Sport Huancayo. Desde el año 2014 se encuentra sin equipo.

## Clubes
| Club                      | País | Año       |
| ------------------------- | ---- | --------- |
| América Cochahuayco       | Perú | 2002      |
| Universitario de Deportes | Perú | 2003      |
| Estudiantes de Medicina   | Perú | 2003      |
| Deportivo Municipal       | Perú | 2004      |
| FBC Melgar                | Perú | 2005-2006 |
| Coronel Bolognesi         | Perú | 2007-2008 |
| Sporting Cristal          | Perú | 2009-2011 |
| Cienciano                 | Perú | 2012-2013 |
| Sport Huancayo            | Perú | 2014      |

## Palmarés

### Torneos cortos
| Título          | Club              | País | Año  |
| --------------- | ----------------- | ---- | ---- |
| Torneo Clausura | Coronel Bolognesi | Perú | 2007 |